# Mary Burton
Mary Hill Burton (* 1819 in Aberdeen; † 19. März 1909 ebenda) war eine schottisch-britische Sozial- und Bildungsreformerin und die erste weibliche Direktorin der  Heriot-Watt University.

## Leben
Burton wurde als jüngstes von vier Kindern von William Kinninmont Burton († 1819), Leutnant in der Rutland Fencible Cavalry, und Elizabeth Paton († 1848), Tochter von John Paton, Laird of Grandholme, Aberdeen. Über Burton Kindheit ist nichts bekannt. 1832 zog sie mit ihrer verwitweten Mutter und ihrem Bruder John Hill Burton, Historiker und Anwalt, nach Edinburgh. Burton heiratete nie. Als alleinstehende Frau, die nach dem Tod ihrer Mutter über ein unabhängiges Einkommen aus Vermietungen verfügte,  erwog sie Krankenschwester zu werden. Sie fand dann aber ihre wahre Berufung in der Unterstützung zunächst ihrer verwaisten Neffen und Nichten und dann allgemein von jungen Frauen, nicht nur in Fragen der Ausbildung, sondern auch zu praktischen Aspekten des Lebens.
Burton unterstützte den Edinburgh-Zweig der National Society for Women’s Suffrage und setzte sich für einen besseren Zugang zu Bildung für Frauen und arbeitende Menschen ein. 1868 ging sie erfolglos vor Gericht, um das Wahlrecht zu erlangen.
Mary Burton setzte sich erfolgreich dafür ein, dass die Watt Institution, später das Heriot-Watt College und heute die Heriot-Watt University, 1869 weibliche Studenten zu den gleichen Bedingungen wie Männer aufnahm, 23 Jahre bevor die schottischen Universitäten gesetzlich dazu verpflichtet wurden. Ihre Nichte Ella Burton war eine der ersten Studentinnen, die davon profitierten.
Mary Burton war eine der ersten Frauen, die in öffentliche Gremien gewählt wurden, die für die Einnahmen aus den lokalen Steuern zuständig waren. Ab 1884 war sie viele Jahre lang Mitglied des St. Cuthbert's Parochial Board, des späteren Edinburgher Gemeinderats, das Armenhäuser, Asyle und doverse Zuschüsse für Arme verwaltete. 1889 drängte sie das Board erfolglos dazu, eine Petition an das Parlament zu richten, um den Kreis- und Stadträten die Möglichkeit zu geben, kostenlose Schulbildung anzubieten. Von 1885 bis 1897 als Mitglied des School Board von Edinburgh plädierte sie nachdrücklich für eine praktische Ausbildung für häusliche Pflichten für Jungen wie für Mädchen.
Sie wurde die erste Frau im Vorstand und später die erste weibliche Diektorin des Heriot-Watt College und Ehrenpräsidentin der Watt Literary Association.
1844 kaufte sie das Liberton Bank House in der Gilmerton Road in Edinburgh und lebte dort bis 1898. Arthur Conan Doyle, ein Freund der Familie, wohnte dort, als er in den 1860er Jahren Student an der Newington Academy war.
Sie starb 1909 in Aberdeen und ist auf dem Dean Cemetery in Edinburgh begraben. In ihrem Testament hinterließ sie 100 Pfund, um einen Preis für verdiente Studierende der Abendkurse am Heriot-Watt College zu finanzieren und ebenfalls 100 Pfund für die Edinburgh Women’s Suffrage Society, um sich für die Zulassung von Frauen als Parlamentsmitglieder in Westminster oder im schottischen Parlament einzusetzen.
Die Heriot-Watt University ehrt Mary Burton mit einem Fonds für Studentinnen, die MINT-Fächer studieren, der 2019 anlässlich ihres 200. Geburtstages eingerichtet wurde. Das „Mary-Burton-Gebäude“ auf dem Hauptcampus der Universität in Riccarton ist nach ihr benannt. Ihr zu Ehren wurde eine Blue Plaque angebracht.
Im Jahr 2022 brachte Historic Environment Scotland eine Gedenktafel für Burton am Liberton Bank House in Edinburgh an.